# 狂飆-End of the Beginning-
『狂飆＜きょうひょう＞-End of the Beginning-』（きょうひょう エンド・オブ・ザ・ビギニング、原題：狂飆、直訳すると「ノックアウト」）は、2023年の中国のテレビドラマ。全39話。監督は徐紀周。主演はチャン・イー、チャン・ソンウェン、リー・イートン、スー・シャオディン、チャン・チージエン、ウー・ガン。

## 登場人物

### 主要人物
安欣（アン・シン）
演 - 張譯

高啓強（ガオ・チーチャン）
演 - 張頌文

孟鈺（モン・ユー）
演 - 李一桐

高啓盛（ガオ・チーション）
演 - 蘇小玎

孟徳海（モン・ドーハイ）
演 - 張志堅

徐忠（シュー・ジョン）
演 - 呉剛

### その他
陳泰
演 - 倪大紅

陳書婷
演 - 高葉

唐小竜
演 - 林家川

高啓蘭
演 - 隆妮

唐小虎
演 - 孫岩

陳金默
演 - 馮兵

高暁晨
演 - 岳陽

黄瑶
演 - 程金銘

李响
演 - 李健

曹闖
演 - 郝平

張彪
演 - 趙梓冲

陸寒
演 - 令卓

郭文建
演 - 寧暁志

龔開疆
演 - 崔志剛

譚思言
演 - 葉琪山

王秘書
演 - 鄭家彬

李宏偉
演 - 阿如那

李青
演 - 王宏

何黎明
演 - 秦焰

方寧
演 - 戦菁一

白江波
演 - 羅二羊

風驢子
演 - 王沛禄

麻子
演 - 宋家騰

楊健
演 - 王驍

安長林
演 - 石兆琪

趙立冬
演 - 鮑大志

徐江
演 - 賈冰

李有田
演 - 韓童生

紀沢
演 - 李建義

程程
演 - 曲栅栅

崔姨
演 - 沈丹萍

黄嚴軍
演 - 舒耀瑄

周志合
演 - 霍青

過山峰
演 - 趙達

蒋天
演 - 趙龍豪

王力
演 - 辺原

## 挿入曲
- 那英：『蔵無可蔵』